# 231 a. C.
El año 231 a. C. fue un año del calendario romano prejuliano. En el Imperio romano se conocía como el año 523 ab urbe condita.

## Acontecimientos
- Consulados de Marco Pomponio Matón y Cayo Papirio Masón en la Antigua Roma.[1]
- El cónsul romano Papirio Masón exige al general cartaginés Amílcar Barca explicaciones acerca de la presencia púnica en la península ibérica.
- En la actual Alicante (España), Amílcar Barca funda Akra Leuké.

## Fallecimientos
- Agrón, rey ilirio, sucedido por su esposa Teuta.